# Златко Кранчар
Златко Кранчар (на хърватски: Zlatko Kranjčar) е бивш хърватски футболист и треньор.

## Биография
Роден е на 15 ноември 1956 г. в Загреб, където и умира на 1 март 2021 г.
Кранчар е нападател и играе за Динамо Загреб, където има 556 мача и 276 гола. Носи номер 9 от края на 70-те до средата на 80-те. Прекарал е общо 17 години в различните формации на отбора. Печели една титла (1981/82) и две купи (1979/80, 1982/83).
След това отиде да играе в Рапид Виена, а по-късно и в Санкт Полтен (1990/91). С Рапид печели два пъти титлата в Австрия (1986/87, 1987/88) и три пъти купата (1983/84, 1984/85, 1986/87). За Рапид играе 201 мача за първенството и 33 за купата, като отбелязва съответно 106 и 14 гола.
Като треньор на Динамо Загреб Златко Кранчар печели титлата и купата на Хърватска през 1996 и 1998 г. През 2002 г. става шампион с ФК Загреб. Други отборите, които води, са Сегеста, Марсония, Линц и Риека.
На 13 юли 2004 г. е назначен за треньор на хърватския национален отбор по футбол. Под негово ръководство "ватрените" се класират за Световното първенство по футбол в Германия. За съжаление отборът отпада още в груповата фаза, като записва две равенства (0:0 срещу Япония и 2:2 срещу Австралия) и една загуба (1:0 срещу Бразилия).